# Lista de telenovelas das seis da TV Globo
"Novela das seis" é a denominação dada às telenovelas brasileiras exibidas diariamente de segunda a sábado às 18h25 pela TV Globo. Tradicionalmente tem como características um enredo simples e tipicamente romântico, muitas das vezes sendo de época e/ou regional.
Até o presente momento, foram exibidas 101 novelas no horário. A faixa de horário foi criada em 1971, com a exibição de três novelas, até 1973. Houve então uma interrupção de dois anos. Em 1975, a faixa foi recriada com um objetivo específico: apresentar adaptações da literatura brasileira, começando com Helena, inspirada no romance homônimo de Machado de Assis e assim, prosseguindo por mais 20 telenovelas, até 1982, com a exibição de O Homem Proibido, adaptação de Nelson Rodrigues. De 1982 em diante, as adaptações da literatura brasileira foram substituídas por produções originais e remakes (novas produções de telenovelas antigas), estes últimos a partir do final da década de 1990. Após a retomada da faixa de telenovelas das seis em 1975, houve apenas uma interrupção de três meses entre 1986 e 1987, entre Sinhá Moça e Direito de Amar.
A novela com maior número de capítulos do horário foi Barriga de Aluguel, exibida entre 1990 e 1991, com 243 capítulos, e as mais curtas são Helena e o O Noviço, exibidas em 1975, com 20 capítulos.
Na emissora, a faixa de telenovelas das seis foi a segunda a ter produções em cores, a partir de Senhora em junho de 1975, depois das novelas das dez e antes das novelas das oito. A exibição em alta definição teve início com Araguaia em setembro de 2010. Enquanto a gravação/exibição em 24 fps foi iniciada a partir de Cordel Encantado em abril de 2011, porém testada nos primeiros capítulos da segunda versão de Sinhá Moça. Em Boogie Oogie, a gravação/exibição em 60 fps voltou a ser esporadicamente utilizada em agosto de 2014 a fim de ambientar a novela à década de 1970 de maneira original. Em 2024, No Rancho Fundo tornou-se a primeira trama da faixa a ser gravada em 4K. Os capítulos com a tecnologia são disponibilizados exclusivamente no Globoplay.
Até 2021, duas telenovelas das seis estavam entre as campeãs de vendas da televisão brasileira. A Vida da Gente, que tornou-se o terceiro maior êxito da TV Globo no mercado internacional, vendida a 132 países; e Escrava Isaura, que foi a trama brasileira de maior sucesso no exterior por décadas, permanece como a quarta mais exportada, tendo chegado a 104 países.
Além do sucesso de vendas, três telenovelas do horário, Lado a Lado, Joia Rara e Órfãos da Terra, conquistaram o Prêmio Emmy Internacional de Melhor Telenovela, enquanto Araguaia e Nos Tempos do Imperador foram apenas indicadas à categoria.

## Telenovelas por ordem de exibição
- ‡ Indica novela disponível em formato original no Globoplay.
- § Indica novela parcialmente disponível no Globoplay.
- † Indica novela perdida.

### Década de 1970
| #                                                                     | Título                   | Início                 | Término                | Cap. | Autoria                                 | Direção          | Ref.   |
| --------------------------------------------------------------------- | ------------------------ | ---------------------- | ---------------------- | ---- | --------------------------------------- | ---------------- | ------ |
| 1                                                                     | Meu Pedacinho de Chão    | 16 de agosto de 1971   | 6 de maio de 1972      | 185  | Benedito Ruy Barbosa                    | Dionísio Azevedo | [ 11 ] |
| 2                                                                     | Bicho do Mato †          | 8 de maio de 1972      | 17 de novembro de 1972 | 141  | Chico de Assis, Renato Corrêa de Castro | Moacyr Deriquém  | [ 12 ] |
| 3                                                                     | A Patota †               | 27 de novembro de 1972 | 30 de março de 1973    | 101  | Maria Clara Machado                     | Reynaldo Boury   | [ 13 ] |
| Interrupção da faixa (30 de março de 1973 - 5 de maio de 1975)        |                          |                        |                        |      |                                         |                  |        |
| 4                                                                     | Helena §                 | 5 de maio de 1975      | 30 de maio de 1975     | 20   | Gilberto Braga                          | Herval Rossano   | [ 16 ] |
| 5                                                                     | O Noviço †               | 2 de junho de 1975     | 27 de junho de 1975    | 20   | Mário Lago                              | Herval Rossano   | [ 17 ] |
| 6                                                                     | Senhora                  | 30 de junho de 1975    | 17 de outubro de 1975  | 80   | Gilberto Braga                          | Herval Rossano   | [ 18 ] |
| 7                                                                     | A Moreninha ‡            | 20 de outubro de 1975  | 6 de fevereiro de 1976 | 79   | Marcos Rey                              | Herval Rossano   | [ 19 ] |
| 8                                                                     | Vejo a Lua no Céu §      | 9 de fevereiro de 1976 | 25 de junho de 1976    | 99   | Sylvan Paezzo                           | Herval Rossano   | [ 20 ] |
| 9                                                                     | O Feijão e o Sonho       | 28 de junho de 1976    | 8 de outubro de 1976   | 87   | Benedito Ruy Barbosa                    | Herval Rossano   | [ 21 ] |
| 10                                                                    | Escrava Isaura ‡         | 11 de outubro de 1976  | 4 de fevereiro de 1977 | 100  | Gilberto Braga                          | Herval Rossano   | [ 22 ] |
| 11                                                                    | À Sombra dos Laranjais § | 7 de fevereiro de 1977 | 23 de maio de 1977     | 91   | Benedito Ruy Barbosa, Sylvan Paezzo     | Herval Rossano   | [ 23 ] |
| 12                                                                    | Dona Xepa ‡              | 24 de maio de 1977     | 24 de outubro de 1977  | 132  | Gilberto Braga                          | Herval Rossano   | [ 24 ] |
| 13                                                                    | Sinhazinha Flô §         | 25 de outubro de 1977  | 27 de janeiro de 1978  | 82   | Lafayette Galvão                        | Herval Rossano   | [ 25 ] |
| 14                                                                    | Maria, Maria             | 30 de janeiro de 1978  | 23 de junho de 1978    | 119  | Manoel Carlos                           | Herval Rossano   | [ 26 ] |
| 15                                                                    | Gina §                   | 26 de junho de 1978    | 6 de outubro de 1978   | 90   | Rubens Ewald Filho                      | Sérgio Mattar    | [ 27 ] |
| 16                                                                    | A Sucessora ‡            | 9 de outubro de 1978   | 3 de março de 1979     | 126  | Manoel Carlos                           | Herval Rossano   | [ 28 ] |
| 17                                                                    | Memórias de Amor §       | 5 de março de 1979     | 1 de junho de 1979     | 82   | Wilson Aguiar Filho                     | Gracindo Júnior  | [ 29 ] |
| 18                                                                    | Cabocla                  | 4 de junho de 1979     | 14 de dezembro de 1979 | 170  | Benedito Ruy Barbosa                    | Herval Rossano   | [ 30 ] |
| Interrupção da faixa (14 de dezembro de 1979 - 21 de janeiro de 1980) |                          |                        |                        |      |                                         |                  |        |

### Década de 1980
| #                                                                       | Título                   | Início                  | Término                 | Cap. | Autoria              | Direção                                                 | Ref.   |
| ----------------------------------------------------------------------- | ------------------------ | ----------------------- | ----------------------- | ---- | -------------------- | ------------------------------------------------------- | ------ |
| 19                                                                      | Olhai os Lírios do Campo | 21 de janeiro de 1980   | 23 de maio de 1980      | 108  | Geraldo Vietri       | Herval Rossano                                          | [ 32 ] |
| 20                                                                      | Marina                   | 26 de maio de 1980      | 7 de novembro de 1980   | 137  | Wilson Aguiar Filho  | Herval Rossano                                          | [ 33 ] |
| 21                                                                      | As Três Marias           | 10 de novembro de 1980  | 15 de maio de 1981      | 156  | Walther Negrão       | Herval Rossano                                          | [ 34 ] |
| 22                                                                      | Ciranda de Pedra         | 18 de maio de 1981      | 13 de novembro de 1981  | 155  | Teixeira Filho       | Wolf Maya, Reynaldo Boury                               | [ 35 ] |
| 23                                                                      | Terras do Sem-Fim        | 16 de novembro de 1981  | 26 de fevereiro de 1982 | 90   | Walter George Durst  | Herval Rossano                                          | [ 36 ] |
| 24                                                                      | O Homem Proibido         | 1º de março de 1982     | 20 de agosto de 1982    | 146  | Teixeira Filho       | Gonzaga Blota                                           | [ 37 ] |
| 25                                                                      | Paraíso                  | 23 de agosto de 1982    | 25 de março de 1983     | 184  | Benedito Ruy Barbosa | Gonzaga Blota                                           | [ 38 ] |
| 26                                                                      | Pão-Pão, Beijo-Beijo ‡   | 28 de março de 1983     | 7 de outubro de 1983    | 165  | Walther Negrão       | Gonzaga Blota                                           | [ 39 ] |
| 27                                                                      | Voltei pra Você §        | 10 de outubro de 1983   | 16 de março de 1984     | 140  | Benedito Ruy Barbosa | Gonzaga Blota                                           | [ 40 ] |
| 28                                                                      | Amor com Amor Se Paga ‡  | 19 de março de 1984     | 14 de setembro de 1984  | 155  | Ivani Ribeiro        | Gonzaga Blota                                           | [ 41 ] |
| 29                                                                      | Livre para Voar ‡        | 17 de setembro de 1984  | 12 de abril de 1985     | 184  | Walther Negrão       | Wolf Maya                                               | [ 42 ] |
| 30                                                                      | A Gata Comeu ‡           | 15 de abril de 1985     | 18 de outubro de 1985   | 160  | Ivani Ribeiro        | Herval Rossano                                          | [ 43 ] |
| 31                                                                      | De Quina pra Lua         | 21 de outubro de 1985   | 25 de abril de 1986     | 164  | Alcides Nogueira     | Atílio Riccó, Mário Márcio Bandarra, Ricardo Waddington | [ 44 ] |
| 32                                                                      | Sinhá Moça ‡             | 28 de abril de 1986     | 14 de novembro de 1986  | 172  | Benedito Ruy Barbosa | Reynaldo Boury, Jayme Monjardim                         | [ 45 ] |
| Interrupção da faixa (14 de novembro de 1986 - 16 de fevereiro de 1987) |                          |                         |                         |      |                      |                                                         |        |
| 33                                                                      | Direito de Amar ‡        | 16 de fevereiro de 1987 | 4 de setembro de 1987   | 173  | Walther Negrão       | Jayme Monjardim                                         | [ 47 ] |
| 34                                                                      | Bambolê ‡                | 7 de setembro de 1987   | 25 de março de 1988     | 173  | Daniel Más           | Wolf Maya                                               | [ 48 ] |
| 35                                                                      | Fera Radical ‡           | 28 de março de 1988     | 18 de novembro de 1988  | 203  | Walther Negrão       | Gonzaga Blota                                           | [ 49 ] |
| 36                                                                      | Vida Nova                | 21 de novembro de 1988  | 5 de maio de 1989       | 143  | Benedito Ruy Barbosa | Reynaldo Boury                                          | [ 50 ] |
| 37                                                                      | Pacto de Sangue          | 8 de maio de 1989       | 22 de setembro de 1989  | 119  | Regina Braga         | Herval Rossano                                          | [ 51 ] |
| 38                                                                      | O Sexo dos Anjos ‡       | 25 de setembro de 1989  | 9 de março de 1990      | 142  | Ivani Ribeiro        | Roberto Talma                                           | [ 52 ] |

### Década de 1990
| #  | Título                  | Início                  | Término                | Cap. | Autoria                                | Direção                                | Ref.   |
| -- | ----------------------- | ----------------------- | ---------------------- | ---- | -------------------------------------- | -------------------------------------- | ------ |
| 39 | Gente Fina              | 12 de março de 1990     | 17 de agosto de 1990   | 137  | Luís Carlos Fusco, Walter George Durst | Herval Rossano, Gonzaga Blota          | [ 53 ] |
| 40 | Barriga de Aluguel ‡    | 20 de agosto de 1990    | 31 de maio de 1991     | 243  | Glória Perez                           | Wolf Maya                              | [ 54 ] |
| 41 | Salomé                  | 3 de junho de 1991      | 4 de outubro de 1991   | 107  | Sérgio Marques                         | Herval Rossano                         | [ 55 ] |
| 42 | Felicidade ‡            | 7 de outubro de 1991    | 30 de maio de 1992     | 203  | Manoel Carlos                          | Denise Saraceni                        | [ 56 ] |
| 43 | Despedida de Solteiro ‡ | 1º de junho de 1992     | 29 de janeiro de 1993  | 206  | Walther Negrão                         | Reynaldo Boury                         | [ 57 ] |
| 44 | Mulheres de Areia ‡     | 1º de fevereiro de 1993 | 24 de setembro de 1993 | 203  | Ivani Ribeiro                          | Wolf Maya                              | [ 58 ] |
| 45 | Sonho Meu ‡             | 27 de setembro de 1993  | 13 de maio de 1994     | 197  | Marcílio Moraes                        | Reynaldo Boury                         | [ 59 ] |
| 46 | Tropicaliente ‡         | 16 de maio de 1994      | 30 de dezembro de 1994 | 194  | Walther Negrão                         | Gonzaga Blota                          | [ 60 ] |
| 47 | Irmãos Coragem ‡        | 2 de janeiro de 1995    | 30 de julho de 1995    | 155  | Dias Gomes                             | Luiz Fernando Carvalho, Reynaldo Boury | [ 61 ] |
| 48 | História de Amor ‡      | 3 de julho de 1995      | 1 de março de 1996     | 209  | Manoel Carlos                          | Ricardo Waddington                     | [ 62 ] |
| 49 | Quem É Você             | 4 de março de 1996      | 6 de setembro de 1996  | 159  | Solange Castro Neves                   | Herval Rossano                         | [ 63 ] |
| 50 | Anjo de Mim             | 9 de setembro de 1996   | 28 de março de 1997    | 173  | Walther Negrão                         | Ricardo Waddington                     | [ 64 ] |
| 51 | O Amor Está no Ar       | 31 de março de 1997     | 5 de setembro de 1997  | 137  | Alcides Nogueira                       | Wolf Maya                              | [ 65 ] |
| 52 | Anjo Mau ‡              | 8 de setembro de 1997   | 27 de março de 1998    | 173  | Maria Adelaide Amaral                  | Denise Saraceni, Carlos Manga          | [ 66 ] |
| 53 | Era uma Vez... ‡        | 30 de março de 1998     | 2 de outubro de 1998   | 161  | Walther Negrão                         | Jorge Fernando                         | [ 67 ] |
| 54 | Pecado Capital ‡        | 5 de outubro de 1998    | 7 de maio de 1999      | 185  | Glória Perez                           | Wolf Maya                              | [ 68 ] |
| 55 | Força de um Desejo ‡    | 10 de maio de 1999      | 28 de janeiro de 2000  | 226  | Gilberto Braga Alcides Nogueira        | Marcos Paulo                           | [ 69 ] |

### Década de 2000
| #  | Título                  | Início                  | Término                 | Cap. | Autoria                         | Direção                               | Ref.          |
| -- | ----------------------- | ----------------------- | ----------------------- | ---- | ------------------------------- | ------------------------------------- | ------------- |
| 56 | Esplendor ‡             | 31 de janeiro de 2000   | 23 de junho de 2000     | 125  | Ana Maria Moretzsohn            | Wolf Maya                             | [ 70 ]        |
| 57 | O Cravo e a Rosa ‡      | 26 de junho de 2000     | 9 de março de 2001      | 221  | Walcyr Carrasco, Mário Teixeira | Walter Avancini, Dennis Carvalho      | [ 72 ]        |
| 58 | Estrela-Guia ‡          | 12 de março de 2001     | 15 de junho de 2001     | 83   | Ana Maria Moretzsohn            | Denise Saraceni                       | [ 73 ]        |
| 59 | A Padroeira             | 18 de junho de 2001     | 22 de fevereiro de 2002 | 215  | Walcyr Carrasco                 | Roberto Talma, Walter Avancini        | [ 74 ]        |
| 60 | Coração de Estudante ‡  | 25 de fevereiro de 2002 | 27 de setembro de 2002  | 185  | Emanuel Jacobina                | Ricardo Waddington                    | [ 75 ]        |
| 61 | Sabor da Paixão         | 30 de setembro de 2002  | 21 de março de 2003     | 149  | Ana Maria Moretzsohn            | Denise Saraceni                       | [ 76 ]        |
| 62 | Agora É que São Elas    | 24 de março de 2003     | 5 de setembro de 2003   | 143  | Ricardo Linhares                | Roberto Talma                         | [ 77 ]        |
| 63 | Chocolate com Pimenta ‡ | 8 de setembro de 2003   | 7 de maio de 2004       | 209  | Walcyr Carrasco                 | Jorge Fernando                        | [ 78 ]        |
| 64 | Cabocla ‡               | 10 de maio de 2004      | 19 de novembro de 2004  | 167  | Benedito Ruy Barbosa            | Rogério Gomes, Ricardo Waddington     | [ 79 ] [ 80 ] |
| 65 | Como uma Onda ‡         | 22 de novembro de 2004  | 17 de junho de 2005     | 179  | Walther Negrão                  | Dennis Carvalho, Mauro Mendonça Filho | [ 81 ]        |
| 66 | Alma Gêmea ‡            | 20 de junho de 2005     | 10 de março de 2006     | 227  | Walcyr Carrasco                 | Jorge Fernando                        | [ 82 ]        |
| 67 | Sinhá Moça ‡            | 13 de março de 2006     | 13 de outubro de 2006   | 185  | Benedito Ruy Barbosa            | Rogério Gomes, Ricardo Waddington     | [ 83 ]        |
| 68 | O Profeta ‡             | 16 de outubro de 2006   | 11 de maio de 2007      | 178  | Duca Rachid, Thelma Guedes      | Roberto Talma                         | [ 84 ]        |
| 69 | Eterna Magia            | 14 de maio de 2007      | 2 de novembro de 2007   | 148  | Elizabeth Jhin                  | Carlos Manga, Ulysses Cruz            | [ 85 ]        |
| 70 | Desejo Proibido         | 5 de novembro de 2007   | 2 de maio de 2008       | 154  | Walther Negrão                  | Marcos Paulo                          | [ 86 ]        |
| 71 | Ciranda de Pedra ‡      | 5 de maio de 2008       | 3 de outubro de 2008    | 131  | Alcides Nogueira                | Denise Saraceni                       | [ 87 ]        |
| 72 | Negócio da China        | 6 de outubro de 2008    | 13 de março de 2009     | 136  | Miguel Falabella                | Roberto Talma                         | [ 88 ]        |
| 73 | Paraíso                 | 16 de março de 2009     | 2 de outubro de 2009    | 173  | Benedito Ruy Barbosa            | Rogério Gomes                         | [ 89 ]        |
| 74 | Cama de Gato ‡          | 5 de outubro de 2009    | 9 de abril de 2010      | 161  | Duca Rachid, Thelma Guedes      | Ricardo Waddington, Amora Mautner     | [ 90 ]        |

### Década de 2010
| #  | Título                  | Início                 | Término                | Cap. | Autoria                                      | Direção                           | Ref.    |
| -- | ----------------------- | ---------------------- | ---------------------- | ---- | -------------------------------------------- | --------------------------------- | ------- |
| 75 | Escrito nas Estrelas ‡  | 12 de abril de 2010    | 24 de setembro de 2010 | 143  | Elizabeth Jhin                               | Rogério Gomes                     | [ 91 ]  |
| 76 | Araguaia ‡              | 27 de setembro de 2010 | 8 de abril de 2011     | 166  | Walther Negrão                               | Marcos Schechtman                 | [ 92 ]  |
| 77 | Cordel Encantado ‡      | 11 de abril de 2011    | 23 de setembro de 2011 | 143  | Duca Rachid, Thelma Guedes                   | Ricardo Waddington, Amora Mautner | [ 93 ]  |
| 78 | A Vida da Gente ‡       | 26 de setembro de 2011 | 2 de março de 2012     | 137  | Lícia Manzo                                  | Jayme Monjardim                   | [ 94 ]  |
| 79 | Amor Eterno Amor ‡      | 5 de março de 2012     | 7 de setembro de 2012  | 161  | Elizabeth Jhin                               | Rogério Gomes                     | [ 95 ]  |
| 80 | Lado a Lado ‡           | 10 de setembro de 2012 | 8 de março de 2013     | 154  | João Ximenes Braga, Claudia Lage             | Dennis Carvalho                   | [ 96 ]  |
| 81 | Flor do Caribe ‡        | 11 de março de 2013    | 13 de setembro de 2013 | 159  | Walther Negrão                               | Jayme Monjardim                   | [ 97 ]  |
| 82 | Joia Rara ‡             | 16 de setembro de 2013 | 4 de abril de 2014     | 173  | Duca Rachid, Thelma Guedes                   | Ricardo Waddington                | [ 98 ]  |
| 83 | Meu Pedacinho de Chão ‡ | 7 de abril de 2014     | 1 de agosto de 2014    | 96   | Benedito Ruy Barbosa                         | Luiz Fernando Carvalho            | [ 99 ]  |
| 84 | Boogie Oogie §          | 4 de agosto de 2014    | 6 de março de 2015     | 185  | Rui Vilhena                                  | Ricardo Waddington                | [ 100 ] |
| 85 | Sete Vidas §            | 9 de março de 2015     | 10 de julho de 2015    | 106  | Lícia Manzo                                  | Jayme Monjardim                   | [ 101 ] |
| 86 | Além do Tempo ‡         | 13 de julho de 2015    | 15 de janeiro de 2016  | 161  | Elizabeth Jhin                               | Rogério Gomes                     | [ 102 ] |
| 87 | Êta Mundo Bom! §        | 18 de janeiro de 2016  | 26 de agosto de 2016   | 190  | Walcyr Carrasco                              | Jorge Fernando                    | [ 103 ] |
| 88 | Sol Nascente §          | 29 de agosto de 2016   | 21 de março de 2017    | 175  | Walther Negrão, Suzana Pires, Júlio Fischer, | Leonardo Nogueira                 | [ 104 ] |
| 89 | Novo Mundo §            | 22 de março de 2017    | 25 de setembro de 2017 | 160  | Thereza Falcão, Alessandro Marson            | Vinícius Coimbra                  | [ 105 ] |
| 90 | Tempo de Amar §         | 26 de setembro de 2017 | 19 de março de 2018    | 148  | Alcides Nogueira                             | Jayme Monjardim                   | [ 106 ] |
| 91 | Orgulho e Paixão §      | 20 de março de 2018    | 24 de setembro de 2018 | 162  | Marcos Bernstein                             | Fred Mayrink                      | [ 107 ] |
| 92 | Espelho da Vida §       | 25 de setembro de 2018 | 1 de abril de 2019     | 160  | Elizabeth Jhin                               | Pedro Vasconcelos                 | [ 108 ] |
| 93 | Órfãos da Terra §       | 2 de abril de 2019     | 27 de setembro de 2019 | 154  | Duca Rachid, Thelma Guedes                   | Gustavo Fernandez                 | [ 109 ] |
| 94 | Éramos Seis §           | 30 de setembro de 2019 | 27 de março de 2020    | 154  | Angela Chaves                                | Carlos Araújo                     | [ 110 ] |

### Década de 2020
| #                                                                | Título                                                           | Início                                                           | Término                                                          | Cap.                                                             | Autoria                                                          | Direção                                                          | Ref.                                                             |
| Interrupção da faixa (30 de março de 2020 — 6 de agosto de 2021) | Interrupção da faixa (30 de março de 2020 — 6 de agosto de 2021) | Interrupção da faixa (30 de março de 2020 — 6 de agosto de 2021) | Interrupção da faixa (30 de março de 2020 — 6 de agosto de 2021) | Interrupção da faixa (30 de março de 2020 — 6 de agosto de 2021) | Interrupção da faixa (30 de março de 2020 — 6 de agosto de 2021) | Interrupção da faixa (30 de março de 2020 — 6 de agosto de 2021) | Interrupção da faixa (30 de março de 2020 — 6 de agosto de 2021) |
| ---------------------------------------------------------------- | ---------------------------------------------------------------- | ---------------------------------------------------------------- | ---------------------------------------------------------------- | ---------------------------------------------------------------- | ---------------------------------------------------------------- | ---------------------------------------------------------------- | ---------------------------------------------------------------- |
| 95                                                               | Nos Tempos do Imperador §                                        | 9 de agosto de 2021                                              | 4 de fevereiro de 2022                                           | 154                                                              | Thereza Falcão, Alessandro Marson                                | Vinícius Coimbra                                                 | [ 112 ]                                                          |
| 96                                                               | Além da Ilusão §                                                 | 7 de fevereiro de 2022                                           | 19 de agosto de 2022                                             | 167                                                              | Alessandra Poggi                                                 | Luiz Henrique Rios                                               | [ 113 ]                                                          |
| 97                                                               | Mar do Sertão ‡                                                  | 22 de agosto de 2022                                             | 17 de março de 2023                                              | 178                                                              | Mário Teixeira                                                   | Allan Fiterman                                                   | [ 114 ]                                                          |
| 98                                                               | Amor Perfeito ‡                                                  | 20 de março de 2023                                              | 22 de setembro de 2023                                           | 161                                                              | Duca Rachid, Júlio Fischer                                       | André Câmara                                                     | [ 115 ]                                                          |
| 99                                                               | Elas por Elas ‡                                                  | 25 de setembro de 2023                                           | 12 de abril de 2024                                              | 171                                                              | Thereza Falcão, Alessandro Marson                                | Amora Mautner                                                    | [ 116 ]                                                          |
| 100                                                              | No Rancho Fundo ‡                                                | 15 de abril de 2024                                              | 1 de novembro de 2024                                            | 171                                                              | Mário Teixeira                                                   | Allan Fiterman                                                   | [ 117 ]                                                          |
| 101                                                              | Garota do Momento ‡                                              | 4 de novembro de 2024                                            | 27 de junho de 2025                                              | 202                                                              | Alessandra Poggi                                                 | Natália Grimberg                                                 | [ 118 ]                                                          |
| 102                                                              | Êta Mundo Melhor!                                                | 30 de junho de 2025                                              | Em exibição                                                      | —                                                                | Walcyr Carrasco, Mauro Wilson                                    | Amora Mautner                                                    | [ 119 ]                                                          |

## Reprises
| #               | Título          | Início                 | Término                 | Cap. | Autoria                          | Direção          | Horário original | Ref.    |
| --------------- | --------------- | ---------------------- | ----------------------- | ---- | -------------------------------- | ---------------- | ---------------- | ------- |
| 1               | Escrava Isaura  | 17 de dezembro de 1979 | 19 de janeiro de 1980   | 30   | Gilberto Braga                   | Herval Rossano   | 18h              | [ 120 ] |
| 2               | Locomotivas     | 17 de novembro de 1986 | 14 de fevereiro de 1987 | 78   | Cassiano Gabus Mendes            | Régis Cardoso    | 19h              | [ 121 ] |
| Edição Especial |                 |                        |                         |      |                                  |                  |                  |         |
| 3               | Novo Mundo      | 30 de março de 2020    | 28 de agosto de 2020    | 131  | Thereza Falcão Alessandro Marson | Vinícius Coimbra | 18h              | [ 122 ] |
| 4               | Flor do Caribe  | 31 de agosto de 2020   | 26 de fevereiro de 2021 | 155  | Walther Negrão                   | Jayme Monjardim  | 18h              | [ 123 ] |
| 5               | A Vida da Gente | 1 de março de 2021     | 6 de agosto de 2021     | 137  | Lícia Manzo                      | Jayme Monjardim  | 18h              | [ 124 ] |